# フジバカマ
フジバカマ（藤袴、学名: Eupatorium japonicum）とはキク科ヒヨドリバナ属の多年生植物。秋の七草の1つで、秋に淡紅色の花を咲かせる。中国と朝鮮半島の原産といわれている。他のヒヨドリバナ属と比べると、葉ほとんど無毛でやや光沢があり、縁の鋸歯が深い。

## 名称
和名の由来は諸説ある。秋の七草の一つに数えられ、花の色が藤色を帯び、花弁の形が袴のようであることから、「藤袴」の名が生まれたと言われる。また、フヂバナカフクミグサ（藤花香含草）の意味とも、クンハカマ（薫袴）の意味から来ているともされている。
別称は、コメバナ、ウサギノサトーグサ（青森県）、モチバナ（福島県）、スケホコリ（石川県）などの地方名がある。外国名（中国名）は、「蘭草」「香草」「香水蘭」とも表記される。
日本には、奈良時代に薬草として中国から渡来した。古くは「蘭」とよばれ、『日本書紀』の允恭天皇記における「蘭」の字が、日本で初めて記されたフジバカマの名である。

## 特徴
中国と朝鮮半島が原産といわれる多年草で、日本の本州の関東地方以西・四国・九州、海外では朝鮮半島と中国に分布している。万葉の昔から日本人に親しまれてきた。日本へは、古く中国から渡来し帰化したと考えられていたが、日本在来のものがあるとの考えが有力である。人家に近い日当たりのよいやや湿った河原の堤防や、草地に自生している。観賞用に庭や鉢などにも植えられる。
長い地下茎を伸ばして繁殖する。草丈は0.6 - 2メートル (m) ほどで、茎は直立して株立ちになり、上方は縮れ毛があるが下部は無毛である。葉は対生で葉柄は短い。下部のほうの葉は、3深裂、葉縁に鋸歯があって、花期には枯れてしまう。中部の葉は3深裂して葉縁に鋸歯があり、中裂片が特に大きく長楕円形になり、長さ約10センチメートル (cm) 、幅3 - 4 cm、側片は皮針形である。葉の上面は濃緑色で少しつやがあって無毛、下面に腺点がなく脈上にだけやや毛がある。上部の葉は小型になり、切れ込みはしない。

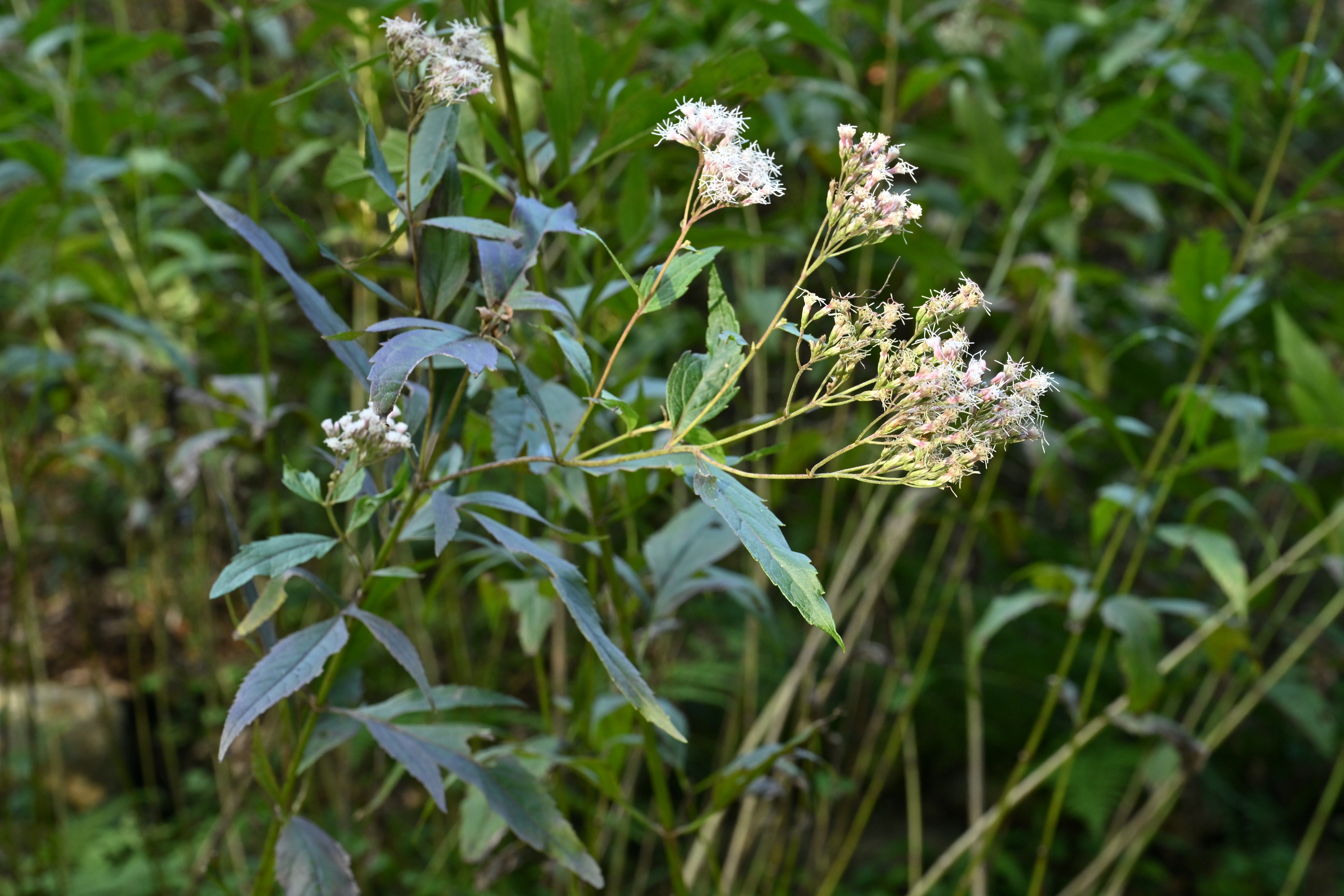
花を咲かせたフジバカマ（筑波実験植物園）

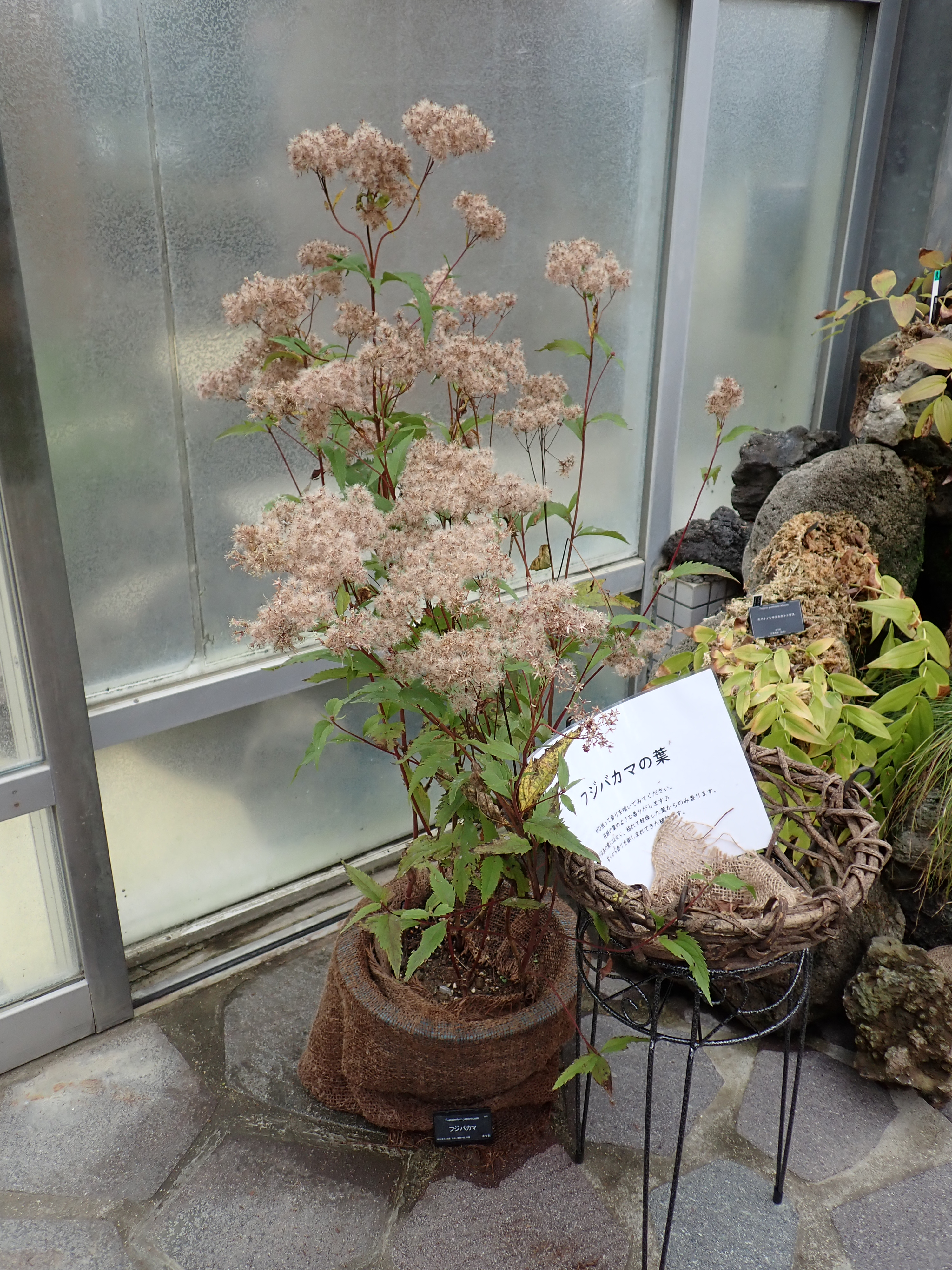
結実期のフジバカマ（2024年11月 咲くやこの花館）

花期は晩夏から秋（8 - 9月ころ）。茎の先端部分を散房状に、淡い紫紅色を帯びた白っぽい小さな花を群がり咲かせて目立つ。頭状花は、5個の管状花（筒状花）からなり、花冠は白に近い色をしている。花柱は深く2裂し、裂片は白色。総包は長さ7 - 8ミリメートル (mm) の筒型で、淡緑色の総包片が2 - 3列に並ぶ。果実（痩果）は、長さ約3 mmで黒色、冠毛は長さ6 mmほどである。

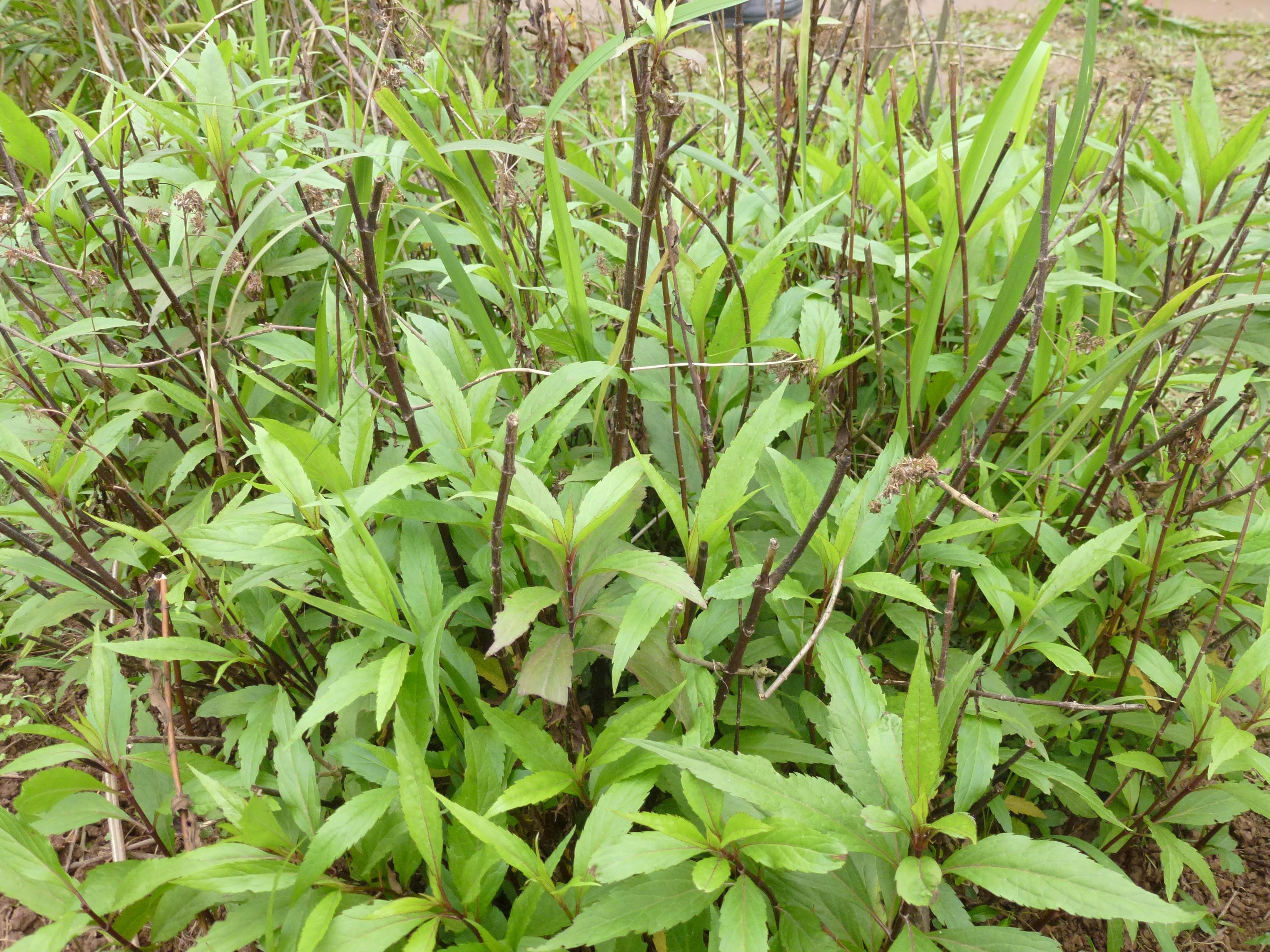
Eupatorium fortunei

また、生草のままでは無香のフジバカマであるが、乾燥して生乾きになると、その茎や葉に含有されている、クマリン配糖体が加水分解されて、オルト・クマリン酸が生じるため、桜餅の葉のような芳香を放つ。
よく似た草に、沢などに野生するサワヒヨドリ（沢蘭）があり、サワヒヨドリには葉柄がなく、葉は薄くて光沢がなく、葉の裏に黒褐色の油点があるので見分けることができる。また、丘陵や林縁に野生するヒヨドリバナ（山蘭）も、葉の裏に油点があるので見分けられる。

### Status
準絶滅危惧（NT）（環境省レッドリスト）
2007年8月レッドリスト。川岸の護岸工事によって自生種が激減している。以前の環境省レッドデータブックでは絶滅危惧II類 (VU)。近年の地球環境の変化によって数を減らし、絶滅の恐れがあると危ぶまれる植物であり、環境省のレッドリストでは準絶滅危惧（NT）種に指定されている。

## 利用
漢名の「香水蘭」にあるように、半乾きすると桜餅の葉のような芳香を放つ。中国ではかんざしにしたり、香袋として身につけたりしている。香りが良いので浴用剤や頭髪を洗うのにも用いる。平安時代の女性は、藤袴の香を焚きこめて、香りを身につけていた。
クマリン配糖体のほかに、茎葉にはチモヒドロクイノン、ミネラル約3.7%などを含み、漢方では利尿や、月経不順を整える通経、胆汁の出を良くする利胆などの目的で処方に配剤されている。

### 薬草
8 - 9月の花が咲き始めるころに、つぼみを付けたまま地上部の茎葉を根際から刈り取って、長さ3 - 5センチメートル程度に粗く刻み、1 - 2日ほど日干して芳香が出たらば陰干しして仕上げたものが生薬となり、蘭草（らんそう）と呼んでいる。有毒物質のピロリジジンアルカロイドを含有している。蘭草は漢方薬なので、漢方専門の薬局や薬店などで入手することができる。
民間では、腎炎などでむくみがあるときの利尿剤として、蘭草1日量10グラムを約600 ccの水に半量になるまでとろ火で煮詰めた煎じ汁を、食間3回に分けて服用する用法は知られている。また、肩こり、疲労回復、冷え症などには、蘭草を布袋に入れて浴湯料として風呂の湯に入れる利用法が知られている。乾燥蘭草を刻んで袋に入れ、香袋としてこたつに吊す利用もされていた。

## 意匠
- 満州国の国章

## 文学
藤袴は、歳時記の秋を表す季語である。
『万葉集』では、奈良時代に山上憶良によって詠まれた二つの歌に基づく秋の七草のなかに、藤袴として登場する。「秋の野に 咲きたる花を指折り かき数ふれば七草の花」であり、これに続いて「萩の花 尾花 葛花 瞿麦の花 女郎花 また藤袴 朝貌の花」（『万葉集』・巻八 1538）である。『万葉集』で藤袴が詠まれたのはこの一首だけだが、『古今集』以後は、多く詠まれるようになった。
『源氏物語』では第30帖に「藤袴」という巻があり、夕霧は玉鬘に藤袴を差し出して「おなじ野の露にやつるゝ藤袴あはれはかけよかことばかりも」と詠いかける。
- 「むらさきのふぢばかまをば見よと言ふ二人泣きたきここち覚えて 晶子」（与謝野晶子の『源氏物語』訳）